# رم کولهاس
رمنت لوکاس "رم" کولهاس (هلندی: Remment Lucas "Rem" Koolhaas) معمار هلندی است. او در سال ۲۰۰۰ برنده جایزه پریتزکر شد. همچنین در سال ۲۰۰۸ مجله تایم از او به عنوان یکی از صد نفر پرنفوذ دنیا یاد کرد.

## زندگی‌نامه
رم کولهاس متولد ۱۷ نوامبر سال ۱۹۴۴ رتردام هلند است. پدرش آنتوان کولهاس، از نویسندگان و روزنامه نگاران مشهور هلندی بود که به خصوص در جریان استقلال اندونزی از استعمار هلند، نقش پررنگی داشت.

رم به دلیل کار پدر بین سال‌های ۱۹۵۲ تا ۱۹۵۶ در اندونزی مقیم بود و سپس به عنوان خبرنگار و فیلم‌نامه‌نویس در آمستردام ساکن شد. پس از آن به لندن رفت و به تحصیل معماری در مدرسه AA پرداخت. در سال ۱۹۷۲ با کسب بورس تحصیلی عازم ایالات متحده شد و در آنجا اقامت گزید. او در آمریکا تحصیلات خود را در دانشگاه کرنل و زیر نظر کالین روو و اوسوالد ماتیاس اونگر برای گرفتن مدرک کارشناسی ارشد دنبال کرد، سپس به مؤسسه معماری و مطالعات شهری نیویورک رفت تا دوره آموزشی دیگری را طی کند، درآنجا شیفته شهر نیویورک شد و با چاپ کتاب  نیویورک هذیانی (به انگلیسی: Delirious Newyork) در سال ۱۹۷۸ به شهرت رسید.
هم اولین کتاب او، یعنی نیویورک هذیانی و هم اولین جایزه معماری او، یعنی جایزه معماری پیشرو (به انگلیسی: Progressive Architecture award)(سال ۱۹۷۶) به لطف نفوذ پیتر آیزنمن میسر شد. آیزنمن هم به عنوان مدیر و بنیانگذار مؤسسه معماری و مطالعات شهری، بودجه لازم برای انتشار کتاب کولهاس را تأمین کرد و هم عنوان یکی از اعضاء هیئت داوران آن جایزه، طرح کولهاس برای خانه اشپیر را به شکلی خارج از روند معمول مسابقه وارد جریان داوری کرد تا در نهایت کولهاس برنده این جایزه شود.

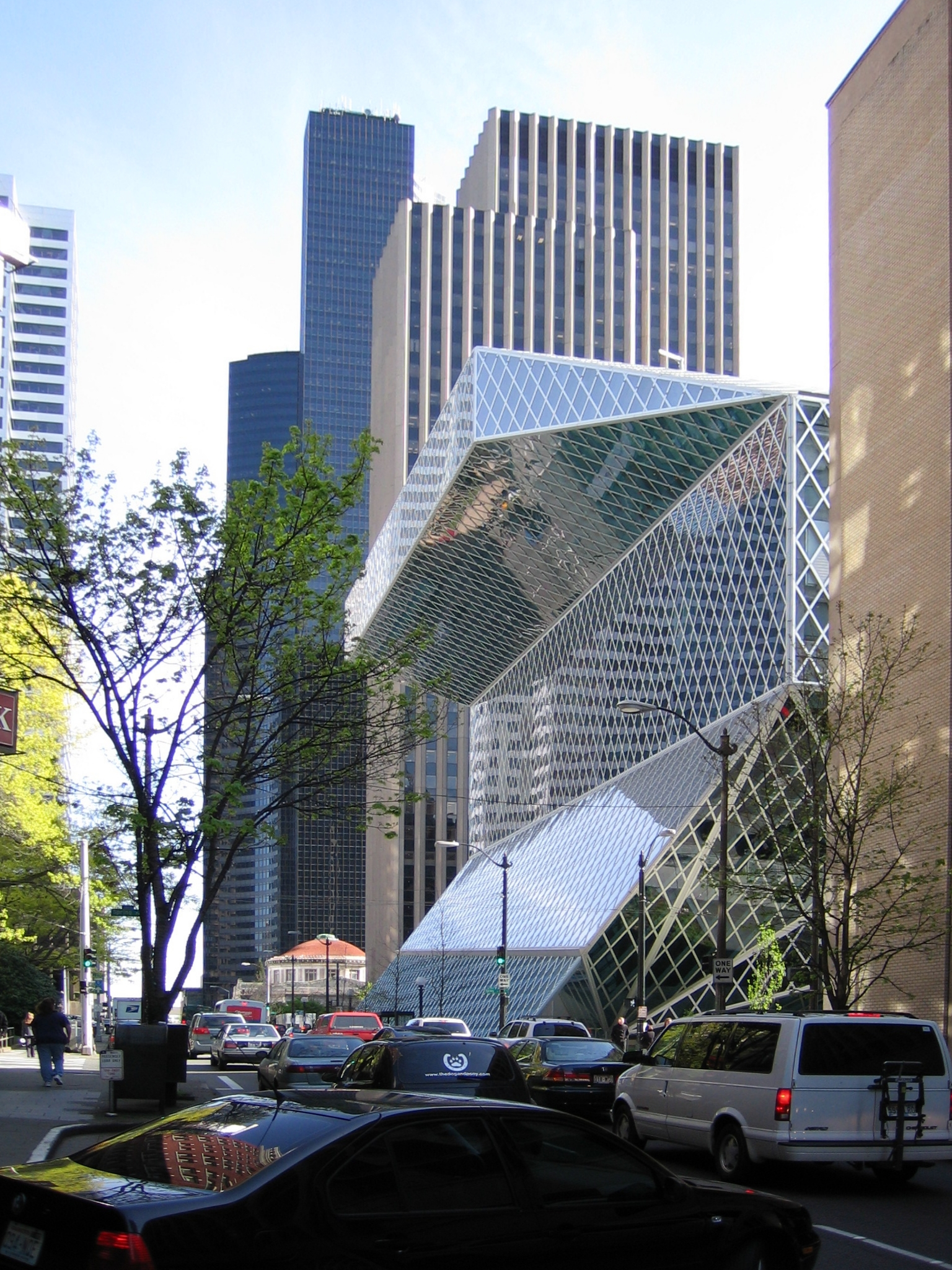
کتابخانه مرکزی سیاتل در آمریکا.

حدود بیست سال بعد کولهاس با متن‌هایی چون junckspace و S.M.L.XL نشان داد که ایدهٔ اصلی مدرنیسم با معماری و شهرسازی مدرن در تضاد است و برای حل مسائل امروز باید با توجه به واقعیت که وی آن را «رئالیسم نو» می‌نامد، روح اصلی مدرنیته را احیاء کرد. کولهاس از معمارانی است که در زمان پی ریزی تفکرات فولدینگ (معماری) شروع به کار و فعالیت حرفه‌ای خود کرد. شفافیت بصری، استفاده از سطوح شیشه‌ای بزرگ و به‌کارگیری فرم‌های خالص از ویژگی‌های کارهای اولیه او (نظیر خانهٔ دو دوست)است که بیشتر تحت تأثیر آثار میس وندرروهه قرار دارد.

## کتاب
از رم کولهاس
- خلاصه ای از کتاب رم کولهاس: S.M.L.XL؛ ترجمه ایمان رئیسی، مشهد: کتابکده کسری، ۱۳۸۵.
- رم کولهاس: گفتگو با دانشجویان؛ دو نسخه ترجمه مجزا از امیرحسین هاشمی (تهران: افسون خیال، ۱۳۹۰) و حسام عشقی صنعتی (تهران: فکر نو، ۱۳۹۹).
- شش گفتگو با رم کولهاس (به همراه هانس-اولریخ ابریست)؛ ترجمه محمدرضا جودت. نشر شیرازه، ۱۳۹۴.
- ابرانتقادی. پیتر آیزنمن، رم کولهاس؛ با حضور جفری کیپنس، رابرت سومول. ترجمه پویان روحی. مشهد: کتابکده کسری، ۱۳۹۴. شابک ۹۷۸-۶۰۰-۶۵۰۹-۴۸-۸
- فضای پوچ، رم کولهاس و هال فاستر؛ ترجمه محیا صادقی پور و سروش محمدپور. تهران: فکر نو، ۱۳۹۸.

دربارهٔ رم کولهاس
- رم کولهاس: پارادوکس توسعه و تخریب. تألیف ایمان رئیسی، آرش بصیرت، شهاب کاتوزیان و دیگران. مشهد: کتابکده کسری، ۱۳۹۵. شابک ۹۷۸-۶۰۰-۶۵۰۹-۵۴-۹

## نگارخانه

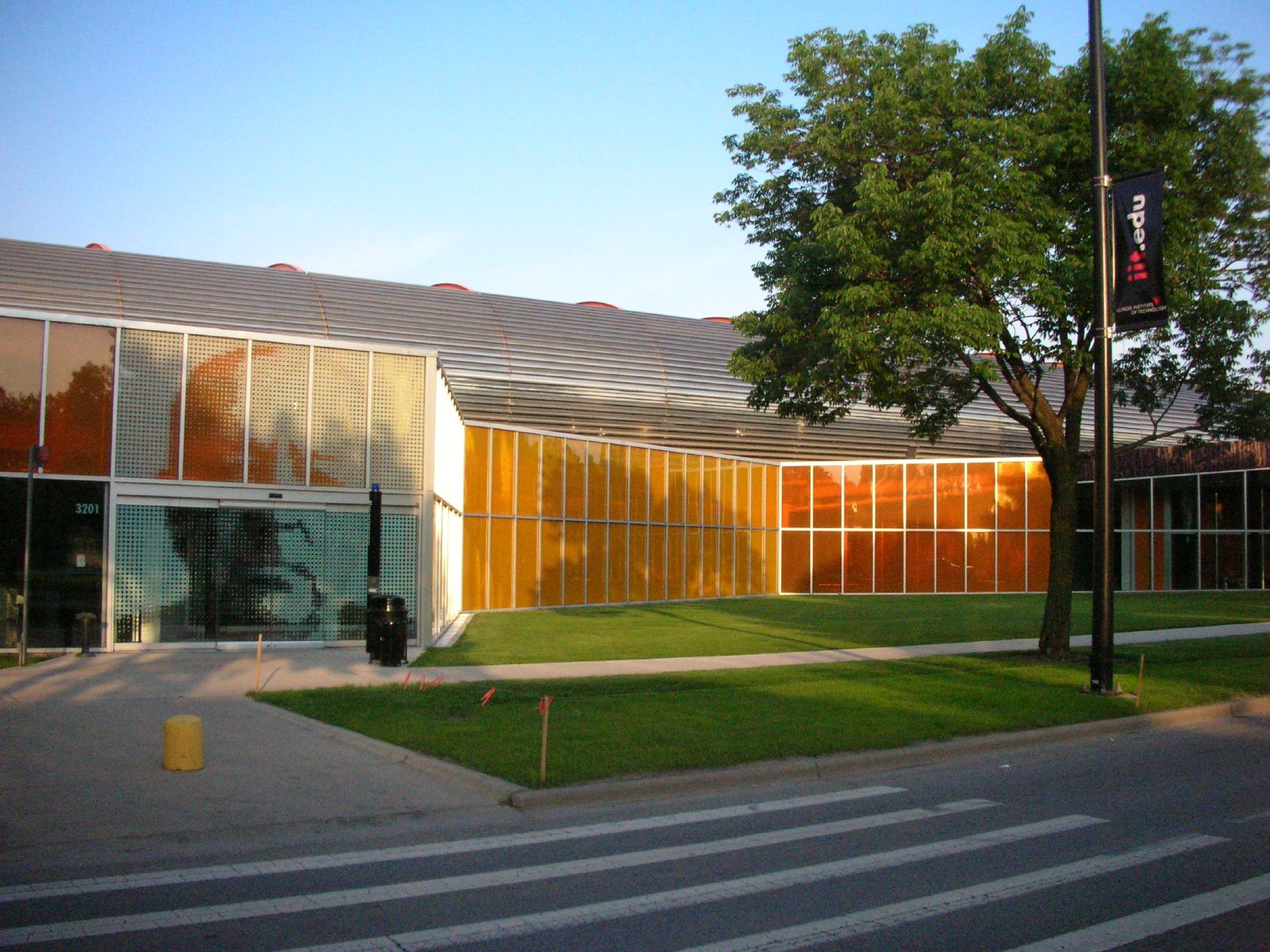
McCormick Tribune Campus Center Rem Koolhaas شیکاگو، ایالات متحده آمریکا
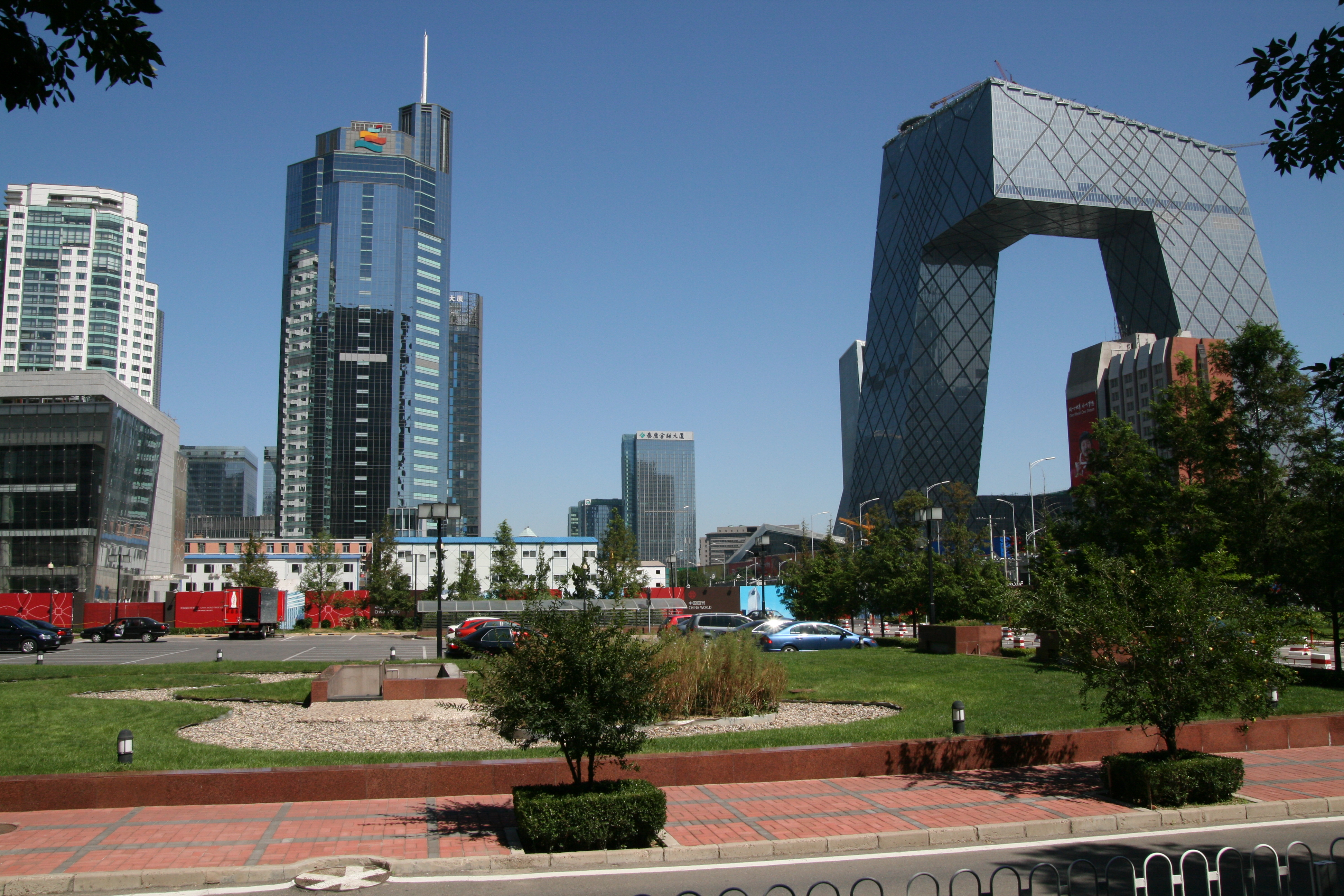
CCTV Headquarters Rem Koolhaas (OMA) پکن، جمهوری خلق چین
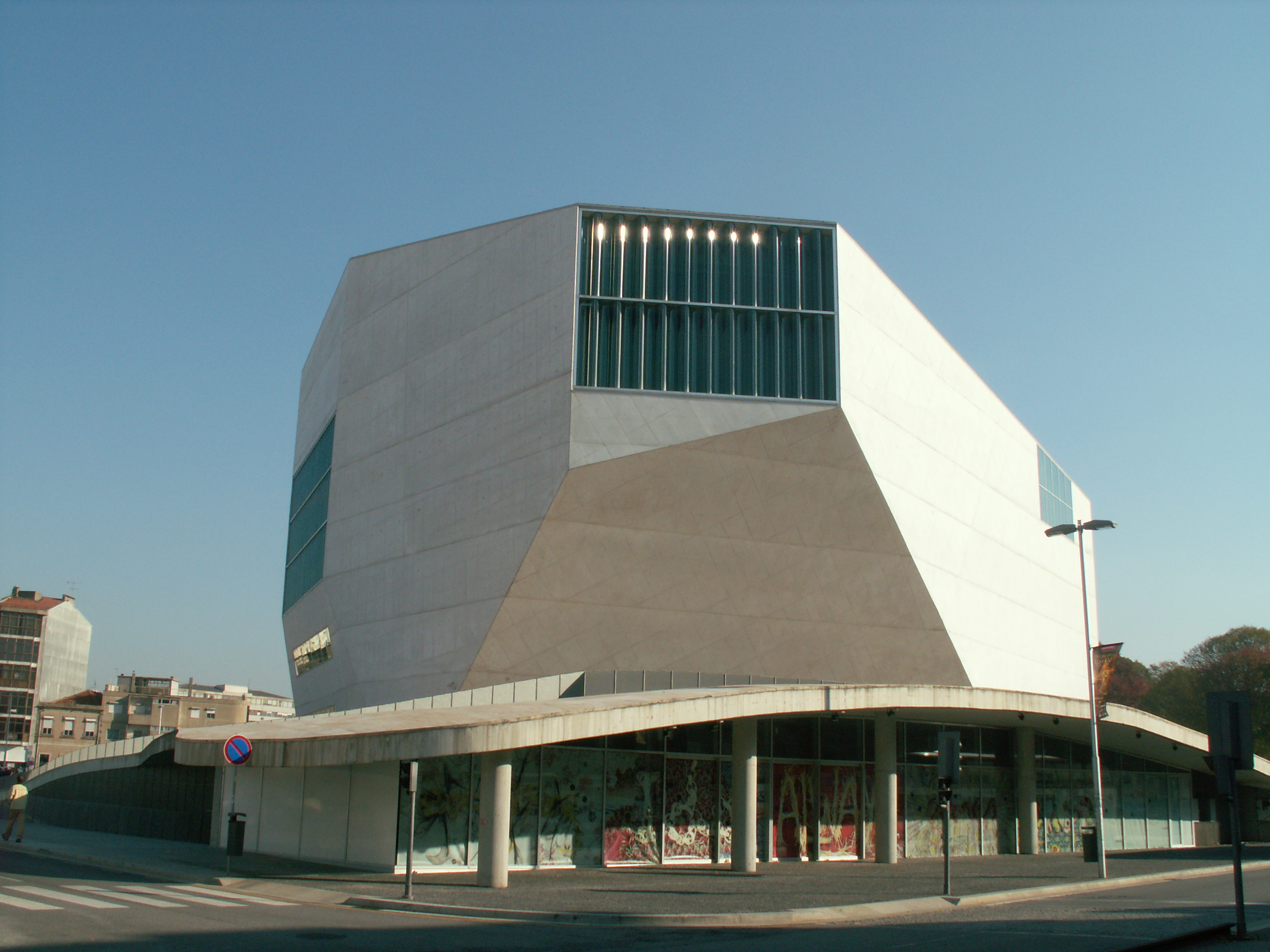
Casa da Música Rem Koolhaas پورتو، پرتغال
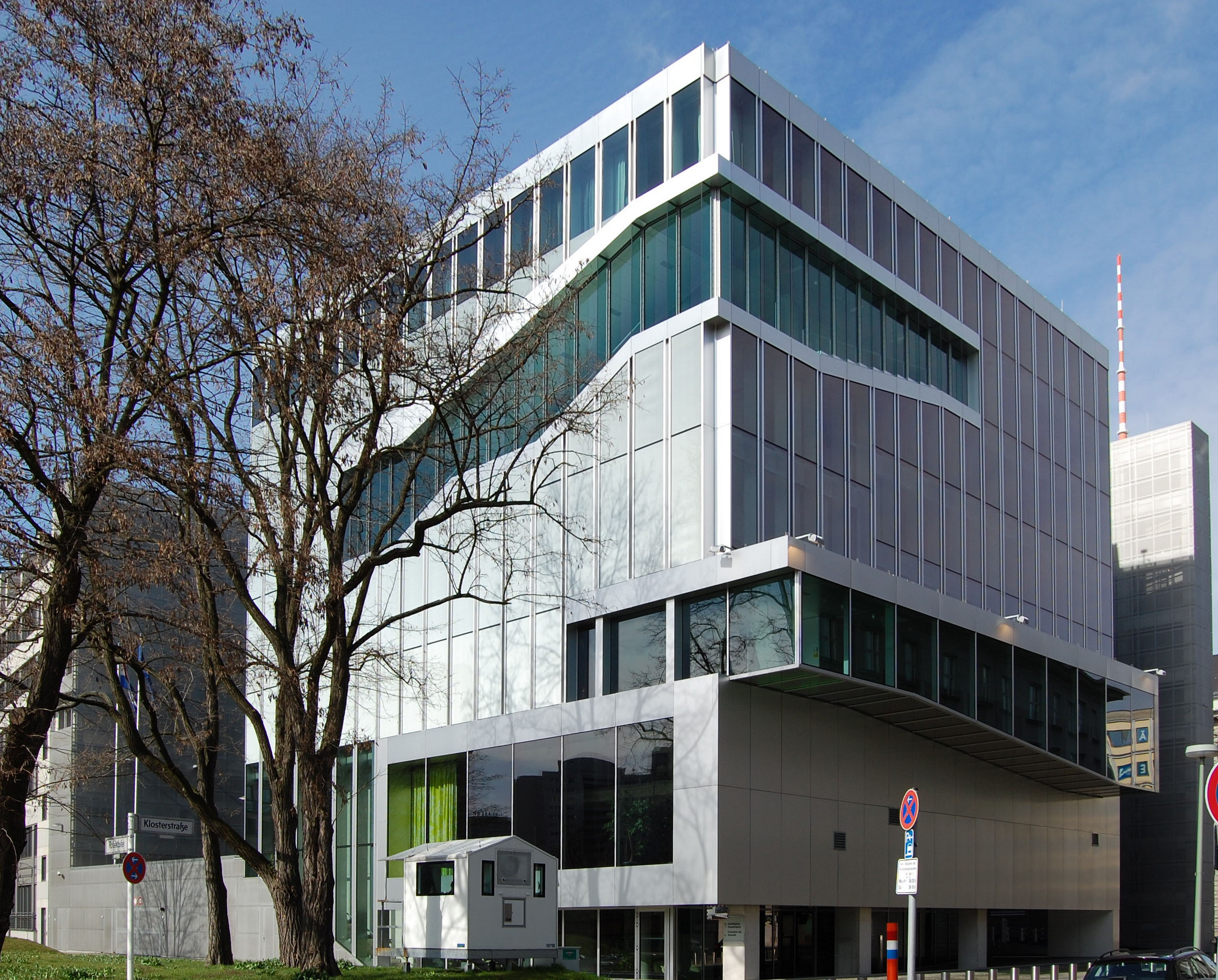
Dutch Embassy Rem Koolhaas برلین، آلمان
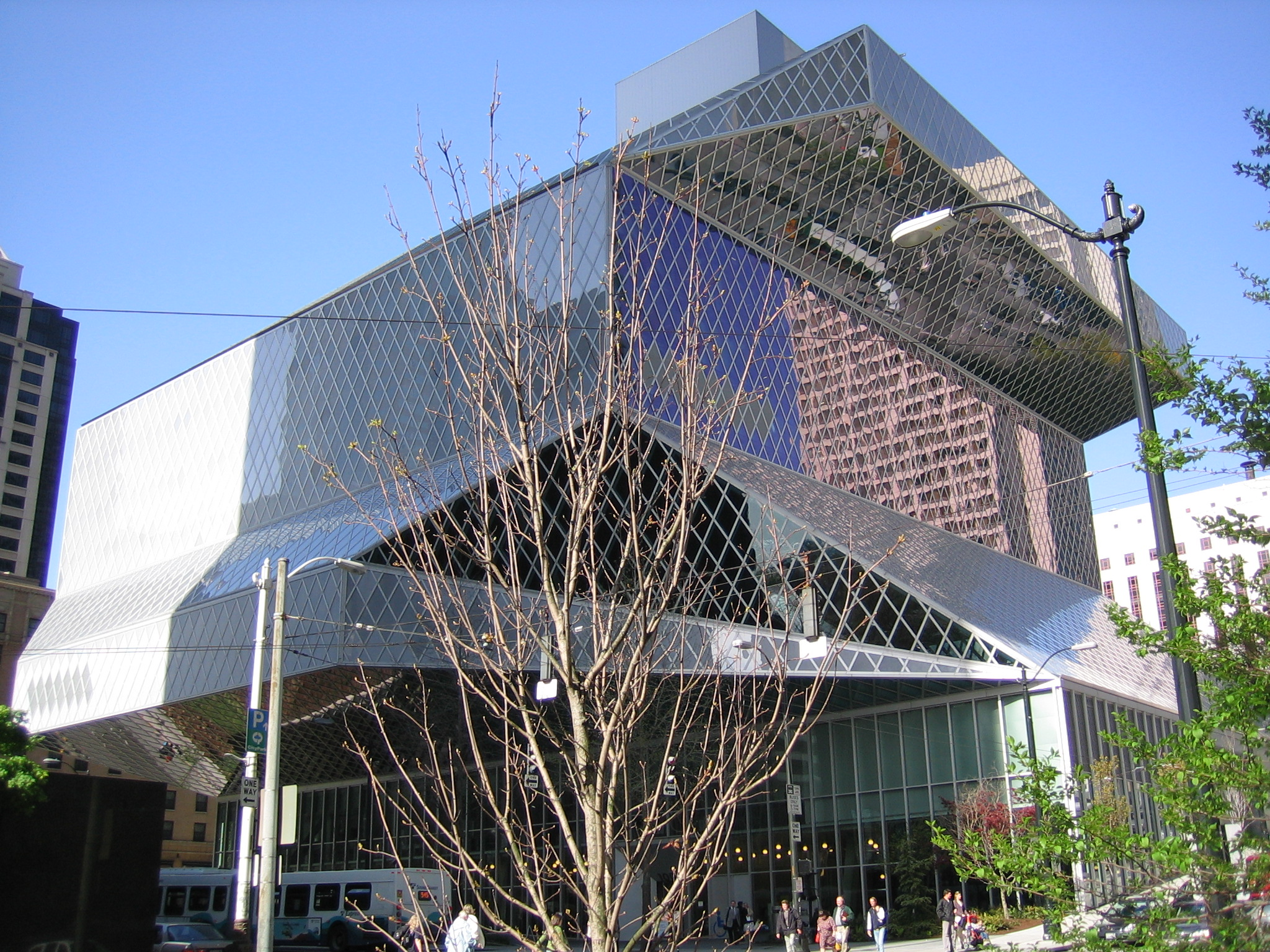
Seattle Central Library Rem Koolhaas سیاتل، واشینگتن، ایالات متحده آمریکا
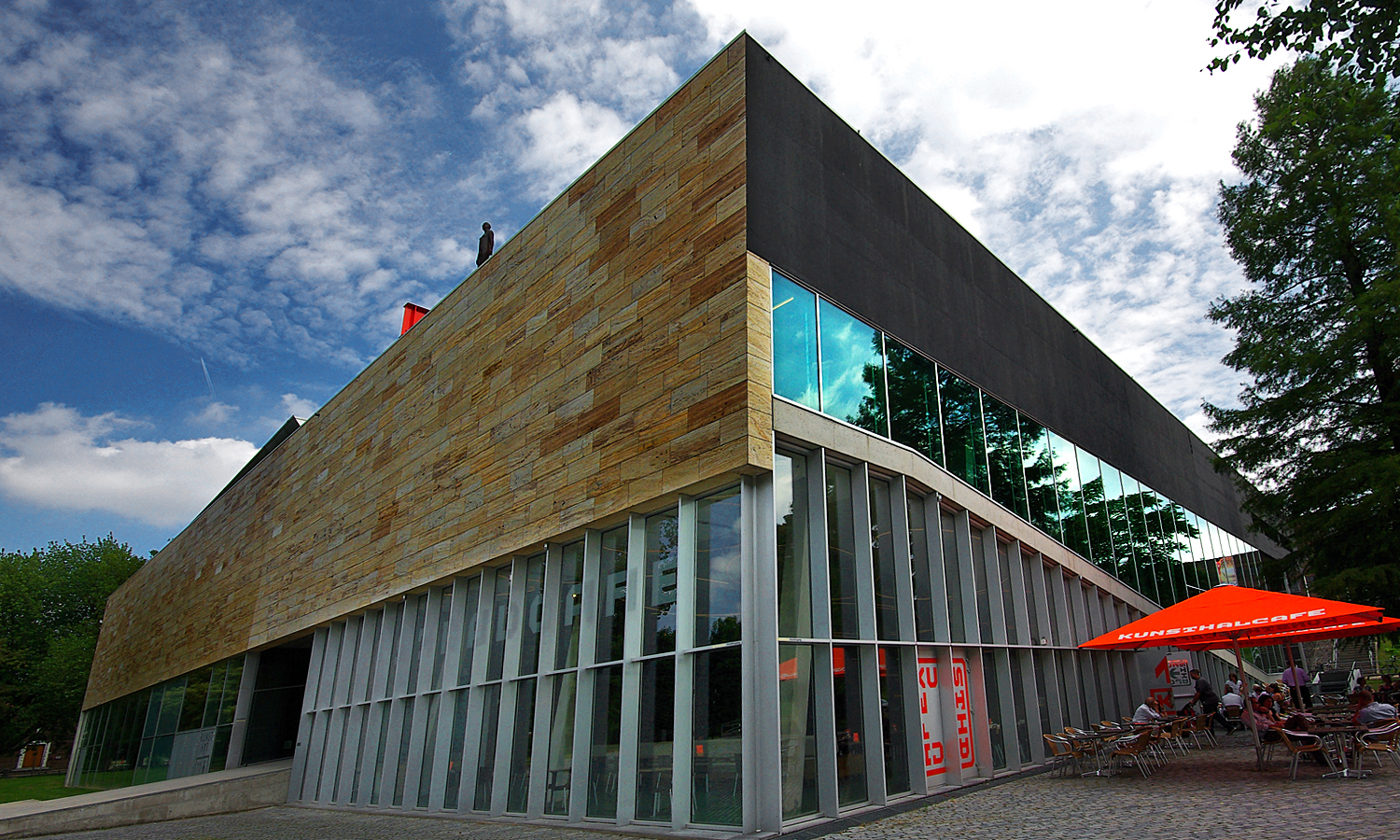
Kunsthal Rotterdam Rem Koolhaas (OMA) روتردام، هلند
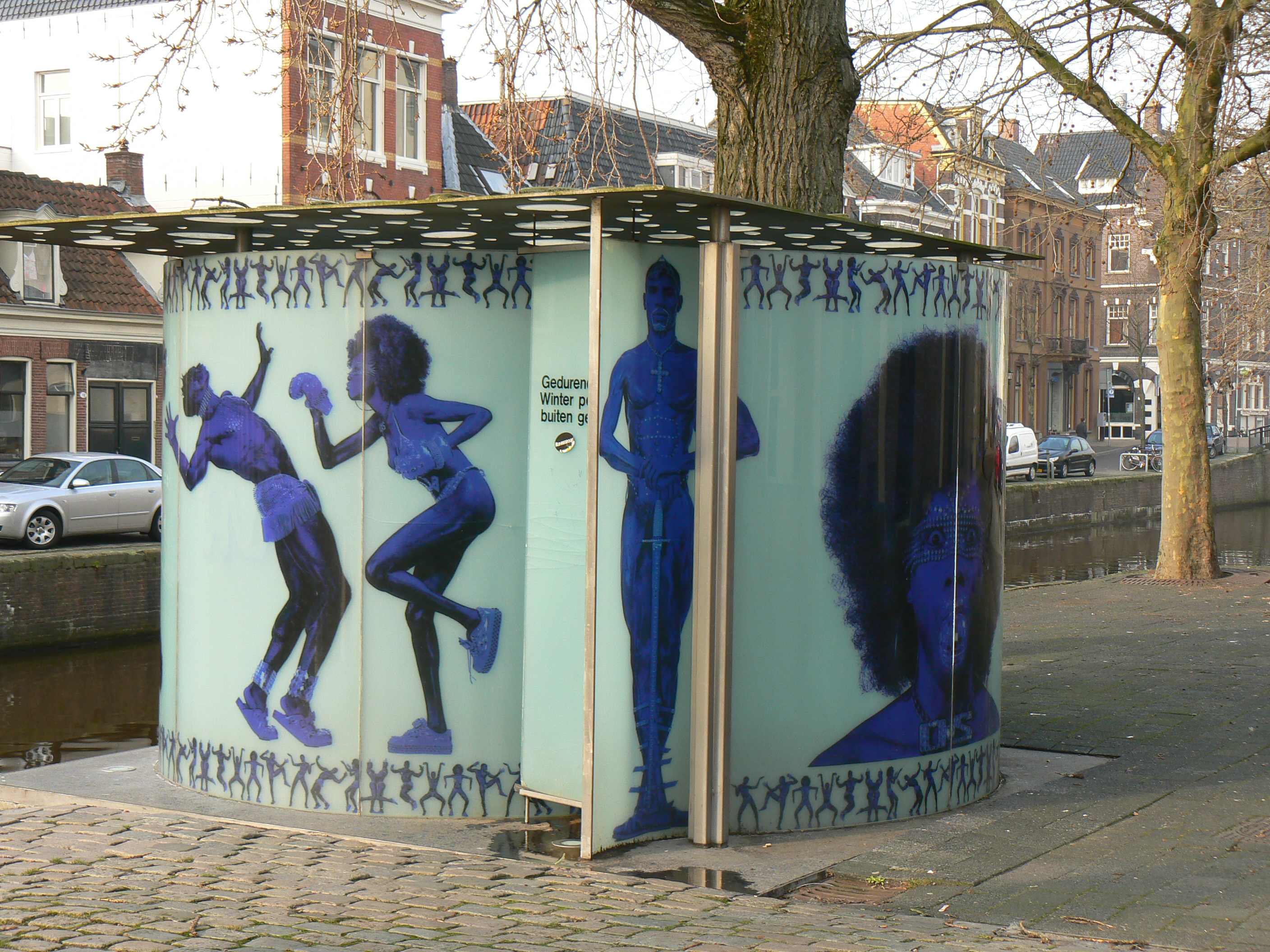
Street toilet Rem Koolhaas (OMA) and Erwin Olaf خرونینگن، هلند
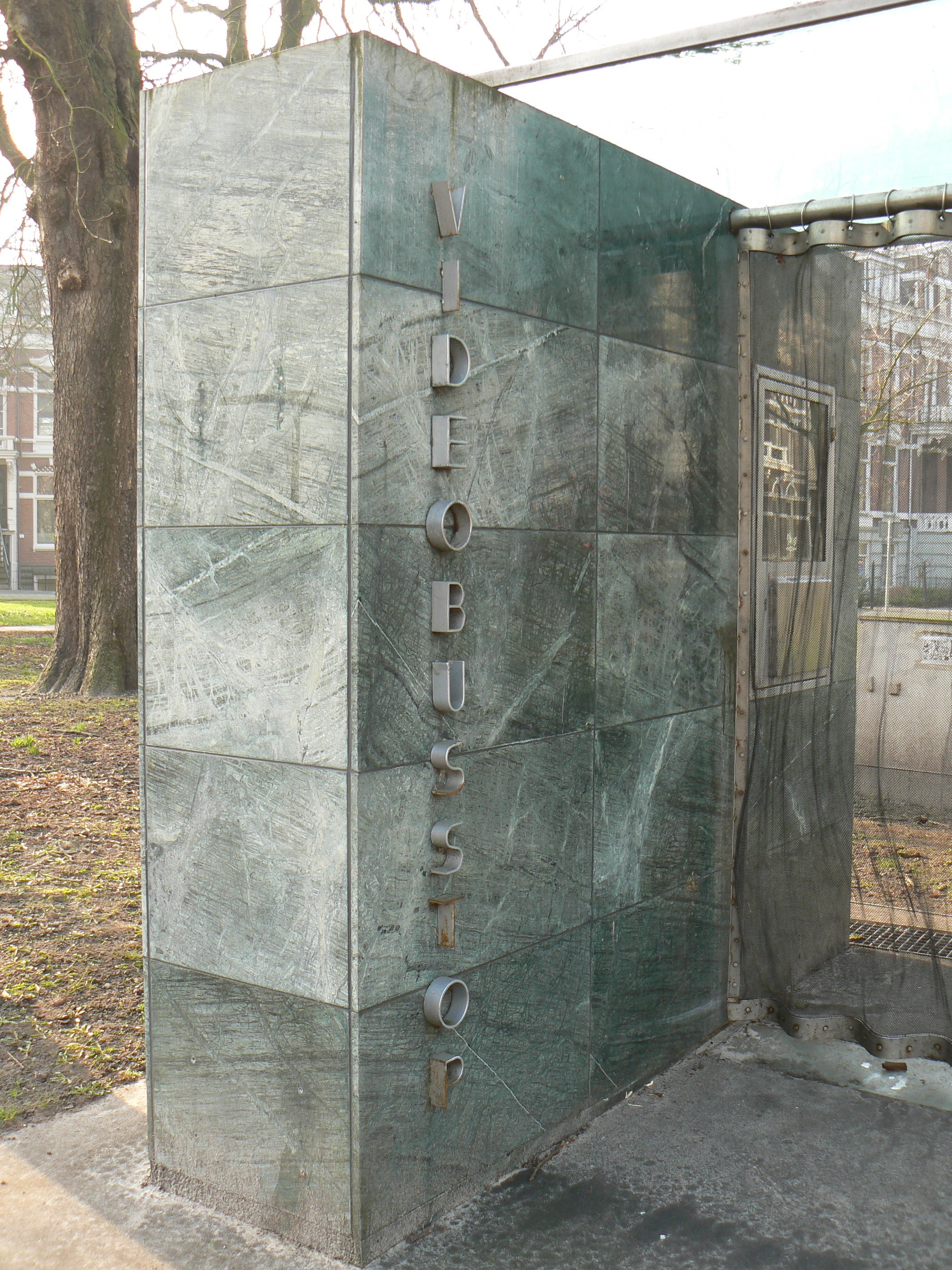
Bus stop
Rem Koolhaas (1990)
خرونینگن، هلند